# Фирули
Фирули́ (Фирулёва) — деревня в Таборинском районе Свердловской области России.

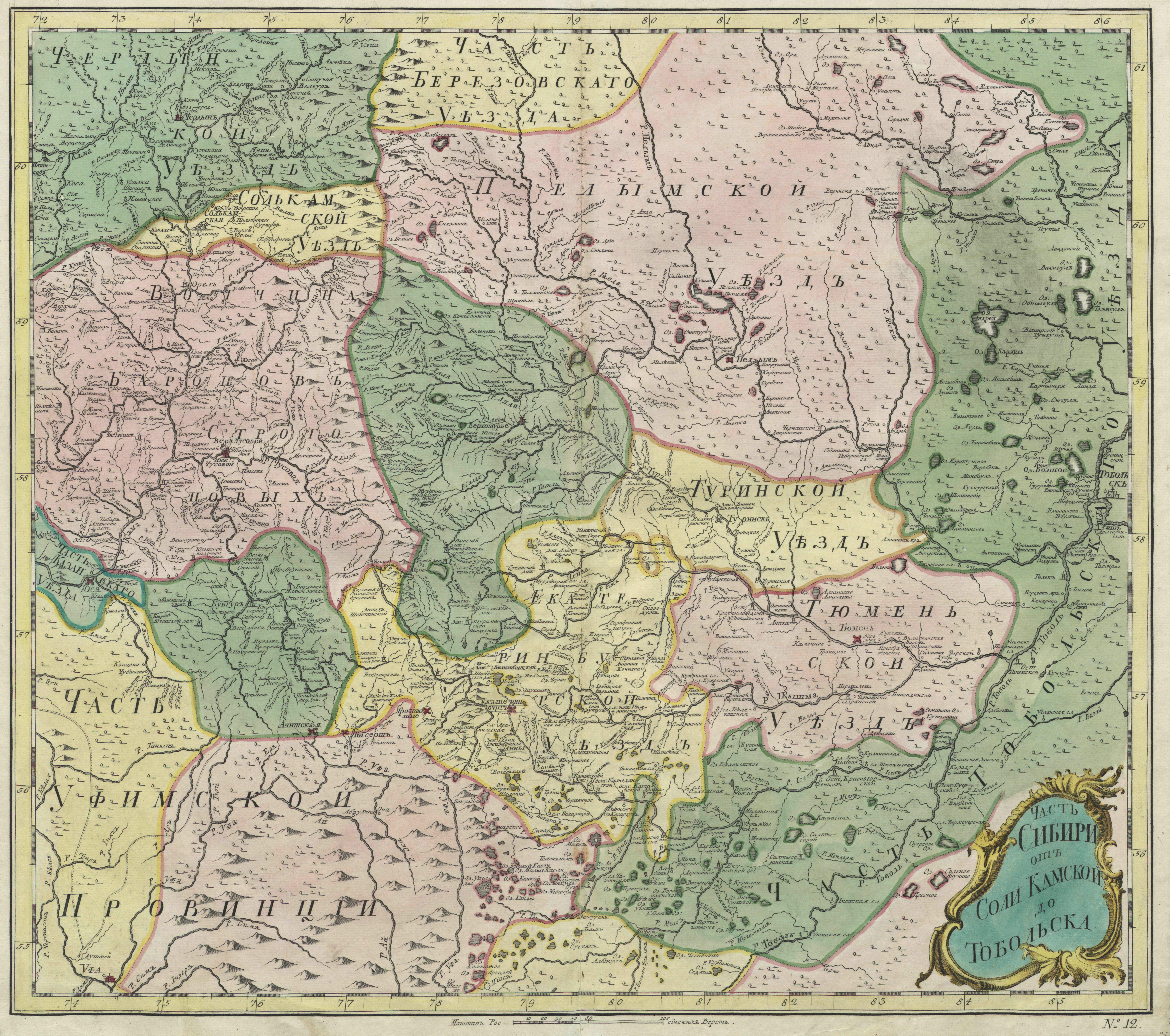
Деревня Фирули на карте 1745 года

## Географическое положение
Деревня Фирули муниципального образования «Таборинского муниципального района» расположена на правом берегу реки Тавда в 13 километрах (по автотрассе в 15 километрах) к северо-западу от районного центра села Таборы и в 308 км к северо-востоку от Екатеринбурга. В окрестностях деревни находится ландшафтный заказник — Фирулёвское болото. 

## История
Основана в начале XVIII века. В 1850 году в Таборинской волости Туринского округа Тобольской губернии. Согласно переписным листам переписи населения Российской империи 1897 года, жители деревни носили следующие фамилии: Фирулёв, Путилов, Новосёлов, Старуев, Мягков, Храмцов, Либин, Чернавский, Казанцев, Легавин, Кравчук, Макаров, Носков, Носов, Казаров, Зубарев, Созонов, Калашников, Оверин, Кузнецов, Шепелев, Буреев, Лучкин, Мичкасов, Лушников, Кокшаров, Васильев.
26 февраля 1982 года решением Таборинского облисполкома Фирулевский сельсовет был упразднён. Деревни Фирули и Антоновка были переданы в состав Таборинского сельсовета. С 1 января 2006 года деревня Фирули входит в состав муниципального образования Таборинское сельское поселение.

## Климат
Климат континентальный с холодной зимой и тёплым летом.